# Stepaniwka (obwód czerniowiecki)
Stepaniwka (ukr. Степанівка) – wieś na Ukrainie, w obwodzie czerniowieckim, w rejonie czerniowieckim. W 2001 roku liczyła 101 mieszkańców.